# Влосцибуж (Куявсько-Поморське воєводство)
Влосцибуж (пол. Włościbórz, нім. Groß Loßburg) — село в Польщі, у гміні Семпульно-Краєнське Семполенського повіту Куявсько-Поморського воєводства.
Населення — 455 осіб (2011).
У 1975-1998 роках село належало до Бидгощського воєводства.

## Демографія
Демографічна структура станом на 31 березня 2011 року:
|          | Загалом | Допрацездатний вік | Працездатний вік | Постпрацездатний вік |
| -------- | ------- | ------------------ | ---------------- | -------------------- |
| Чоловіки | 225     | 55                 | 154              | 16                   |
| Жінки    | 230     | 56                 | 134              | 40                   |
| Разом    | 455     | 111                | 288              | 56                   |